# 小毛小檗
小毛小檗（学名：Berberis microtricha）是小檗科小檗属的植物，是中国的特有植物。分布在中国大陆的云南、四川等地，生长于海拔2,500米至3,200米的地区，常生长在山坡灌丛中，目前尚未由人工引种栽培。